# Pociąg do nieskończoności
Pociąg do nieskończoności — amerykański animowany serial telewizyjny stworzony przez Owena Dennisa, wcześniej scenarzystę i twórcę scenariuszy w Zwyczajnym serialu. Od 2022 roku wyemitowano cztery sezony oraz serię krótkometrażową.
Odcinek pilotażowy serialu został wydany przez Cartoon Network 1 listopada 2016 roku, po czym ze względu na pozytywny odbiór został wybrany na początek pełnego serialu, który miał swój debiut na kanale Cartoon Network 5 sierpnia 2019 roku. Po zakończeniu pierwszego sezonu Cartoon Network ogłosił, że serial będzie kontynuowany jako seria antologii. Drugi sezon zadebiutował na kanale Cartoon Network 6 stycznia 2020 roku. Trzeci sezon zadebiutował na kanale HBO Max 13 sierpnia 2020 roku, z dziesięcioma odcinkami emitowanymi przez trzy tygodnie, a czwarty sezon został zadebiutował w całości 15 kwietnia 2021 roku.
Z polskim dubbingiem serial jest dostępny na platformie HBO Max od kwietnia do sierpnia 2022 roku.
Pierwszy i drugi sezon serialu zostały wyemitowane na polskim kanale HBO Max wraz z dubbingiem, w przeciwieństwie do sezonów trzeciego i czwartego, które nigdy nie doczekały się oficjalnej emisji w Polsce.
Akcja serialu rozgrywa się w gigantycznym, tajemniczym i pozornie nieskończonym pociągu podróżującym przez jałowy krajobraz, którego wagony zawierają różne dziwaczne, fantastyczne i niemożliwe środowiska. Pasażerowie pociągu przechodzą od wagonu do wagonu, wykonując zadania, które pomagają im rozwiązać traumę psychiczną i problemy emocjonalne. Każdy sezon Pociągu do nieskończoności (nazywany „księgą”, każdy z własnym osobnym podtytułem) ma własną fabułę i zestaw postaci, chociaż niektóre postacie pojawiają się w wielu sezonach.
Wszystkie cztery sezony Pociągu do nieskończoności zyskały uznanie krytyków za złożone motywy i postacie, scenariusz, wyjątkowość, styl animacji wizualnej i aktorstwo głosowe. W sierpniu 2020 roku Dennis stwierdził, że chociaż chciał kontynuować serię w sumie przez osiem sezonów, większość osób pracujących przy serialu została zwolniona, a serialowi grozi nieprzedłużenie na piąty sezon; Dennis zasugerował, że HBO Max może być zaniepokojony tym, że historie i motywy serialu są zbyt mroczne i nieatrakcyjne dla dzieci. Materiały promocyjne czwartego sezonu określają go jako finałowy sezon Pociągu do nieskończoności. W sierpniu 2022 roku serial został usunięty z HBO Max, również w Polsce, pozostawiając go dostępnym tylko na YouTube, Amazon Prime Video, Vudu i AppleTV+ w Stanach Zjednoczonych. 

## Streszczenie
Akcja serialu rozgrywa się w pozornie nieskończonym pociągu podróżującym przez jałowy krajobraz; wagony pociągu zawierają różnorodne dziwaczne i fantastyczne środowiska. Pasażerowie pociągu to ludzie, których pociąg zabiera wraz z nierozwiązanymi problemami emocjonalnymi lub traumą. Gdy podróżują przez wagony pociągu, ich przygody w środku dają im możliwość zmierzenia się i rozwiązania ich problemów emocjonalnych, reprezentowanych przez liczbę świecącą na ich ręce, która maleje, gdy pomyślnie stawiają czoła tym problemom. Gdy rozwiążą swoje problemy, a ich liczba osiągnie zero, otwiera się portal i mogą opuścić pociąg i wrócić do domu.
Pierwszy sezon koncentruje się na Tulip Olsen, dziewczynie zmagającej się z niedawnym rozwodem rodziców. Towarzyszy jej mały, zdezorientowany robot o imieniu „Jedynka” oraz Atikus, władca królestwa gadających corgi. W końcu odkrywa wiele tajemnic pociągu i konfrontuje się z Amelią, pasażerką, która zamiast rozwiązać swoją traumę po śmierci męża, przejęła rolę konduktora należącą do Jedynki i próbowała przejąć kontrolę nad pociągiem. Przed wyjściem z pociągu Tulip namawia Amelię, by spróbowała przystosować się do zmian w jej życiu.
W jednym z odcinków pierwszego sezonu Tulip uwalnia swoje własne odbicie od lustrzanego świata i dwóch części. Drugi sezon skupia się na wyemancypowanej Mirror Tulip („MT”), która teraz ucieka przed egzekutorami próbującymi wykonać na niej egzekucję w ramach kary za porzucenie roli odbicia Tulip. Łączy siły z Jessem, nowym pasażerem pociągu, a także z Alanem Draculą, cichym jeleniem o różnych mocach. Pomaga Jessemu opuścić pociąg, pomagając mu nauczyć się samoobrony, potem on wraca do pociągu, aby pomóc jej również uciec do świata zewnętrznego.
Trzeci sezon koncentruje się na Grace i Simonie, przywódcach kultu zbuntowanych pasażerów, znanego jako „Apex”, którzy wandalizują pociąg i napadają na jego mieszkańców, aby utrzymać ich liczbę na wysokim poziomie, wierząc, że prawdziwym celem pociągu jest pozostanie w nim jak najdłużej jako nagroda. Ich podróże z młodą dziewczyną o imieniu Hazel i jej przyjacielem gorylem Tubą sprawiają, że Grace bardziej współczuje mieszkańcom pociągu. Po tym, jak Simon zabija Tubę, okazuje się, że sama Hazel jest jednym z dzieł Amelii, a Grace zdaje sobie sprawę, że to co myślała, że wie o pociągu, jest błędne. Po odparciu próby przejęcia kontroli przez Simona, Grace zaczyna stawiać czoła swoim błędom i naprawiać je.
Dziejący się kilkadziesiąt lat wcześniej, w okresie, gdy Amelia przejmuje kontrolę nad pociągiem, czwarty sezon skupia się na Ryanie i Min-Gi'm, dwóch najlepszych przyjaciołach, którzy chcą zostać sławnymi muzykami. Ich przyjaźń wisi na włosku z powodu zuchwałości Ryana i strachu Min-Gi'ego o przyszłość. W pociągu spotykają mówiący dzwonek o imieniu Kez, która ma problem z przyznaniem się do swoich błędów. Ryan i Min-Gi zdają sobie sprawę, że potrzebują siebie nawzajem, aby ruszyć naprzód w życiu, podczas gdy Kez w końcu przeprasza mieszkańców pociągu, których skrzywdziła.

## Odcinki
| Księga | Księga | Nazwa           | Odcinki | Premiera (światowa) | Premiera (światowa) | Premiera (Polska) | Premiera (Polska) | Sieć            |
| Księga | Księga | Nazwa           | Odcinki | Premiera serii      | Finał serii         | Premiera serii    | Finał serii       | Sieć            |
| ------ | ------ | --------------- | ------- | ------------------- | ------------------- | ----------------- | ----------------- | --------------- |
| Pilot  | Pilot  | Pilot           | Pilot   | 2 listopada 2016    | 2 listopada 2016    | nie wyemitowano   | nie wyemitowano   | YouTube         |
|        | 1      | Wieczne dziecko | 10      | 5 sierpnia 2019     | 9 sierpnia 2019     | 22 kwietnia 2022  | 22 kwietnia 2022  | Cartoon Network |
|        | 2      | Wadliwe odbicie | 10      | 6 stycznia 2020     | 10 stycznia 2020    | 9 lipca 2022      | 9 lipca 2022      | Cartoon Network |
|        | 3      | Kult konduktora | 10      | 13 sierpnia 2020    | 27 sierpnia 2020    | nie wyemitowano   | nie wyemitowano   | HBO Max         |
|        | 4      | Duet            | 10      | 15 kwietnia 2021    | 15 kwietnia 2021    | nie wyemitowano   | nie wyemitowano   | HBO Max         |